# Scooby-Doo : La Colonie de la peur
Série
Scooby-Doo : Abracadabra
(2010) Scooby-Doo : La Légende du Phantosaure
(2011)
Pour plus de détails, voir Fiche technique et Distribution.
 Scooby-Doo : La Colonie de la peur (Scooby-Doo: Camp Scare) est un film d'animation américain réalisé par Spike Brandt et sorti directement en vidéo en 2010. C'est le 15e vidéofilm de la franchise Scooby-Doo produite par Warner Bros.

## Synopsis
Scooby-Doo et sa bande d'amis voyagent au camp du Petit Élan, la vieille colonie de vacances de Fred. Mais quand ils arrivent, ils constatent que le camp est vide excepté Burt, le conseiller principal et le garde forestier local. Ils découvrent qu'une des vieilles légendes du camp a pris vie et que l'homme des bois terrorise les campeurs. Le ranger Knudsen suggère à Burt de fermer le camp avant de partir. Burt est sur le point de tenir compte du conseil jusqu'à ce que trois enfants, Luck, Truddy et Deacon, débarquent au camp. Fred convainc Burt de garder le camp ouvert jusqu'à ce que l'équipe de Mystères associés découvre ce qui se passe. Mais l'équipe et les enfants sont bientôt attaqués par l'Homme des bois. Le lendemain, tout le monde décide de passer la journée au lac du camp du Grand Élan, un camp plus riche et plus moderne.

## Fiche technique
- Titre : Scooby-Doo : La Colonie de la peur
- Titre québécois : Scooby-Doo ! Camp Mystère
- Titre original : Scooby-Doo: Camp Scare
- Réalisation : Ethan Spaulding
- Sociétés de production : Warner Bros. Animation, Warner Premiere
- Société de distribution : Warner Home Video
- Musique : Robert Kral
- Montage : Jhoanne Reyes
- Pays d'origine : USA
- Langue  : Anglais
- Format : Couleurs
- Genre : Animation, aventure, comédie horrifique
- Durée : 73 minutes
- Année de sortie : 2010

## Distribution

### Voix originales
- Frank Welker : Scooby-Doo / Fred Jones
- Matthew Lillard : Sammy Rogers
- Grey DeLisle : Daphné Blake
- Mindy Cohn : Véra Dinkley
- Scott Menville : Luke
- Tara Strong : Truddy
- Stephen Root : Burt
- Lauren Tom : Jessica
- Mark Hamill : Deacon / Babyface Boretti / Le propriétaire du magasin
- Dee Bradley Baker : Knudsen / L'homme-poisson / Le spectre du canyon
- Phil LaMarr : Darrel

### Voix françaises
- Éric Missoffe : Scooby-Doo / Sammy Rogers
- Mathias Kozlowski : Fred Jones
- Joëlle Guigui[1] : Daphné Blake
- Caroline Pascal : Véra Dinkley
- Roger Carel : Burt
- Michel Vigné : Babyface Boretti
- Dimitri Rougeul : Luke